# Maciej Lubczyński
Maciej Grzegorz Lubczyński (ur. 9 grudnia 1939 w Parszowie) – polski polityk, poseł na Sejm PRL IX kadencji.

## Życiorys
Syn Kazimierza i Jadwigi. W 1961 ukończył studia na Wydziale Mechanicznym Politechniki Wrocławskiej, a w 1973 uzyskał stopień doktora nauk technicznych na Politechnice Poznańskiej. Od 1970 był pracownikiem naukowym Politechniki Świętokrzyskiej. Był w niej kierownikiem Zakładu Pojazdów i Maszyn Roboczych, prodziekanem Wydziału Mechanicznego ds. dydaktycznych.
W latach 1954–1956 członek Związku Młodzieży Polskiej, w latach 1957–1961 – Związku Młodzieży Socjalistycznej, a od 1960 członek Polskiej Zjednoczonej Partii Robotniczej. Był I sekretarzem Podstawowej Organizacji Partyjnej na Wydziale Mechanicznym Politechniki Świętokrzyskiej (1970–1979) oraz I sekretarzem Komitetu Uczelnianego PZPR (1979–1980). Od 1970 był również członkiem egzekutywy Komitetu Miejskiego PZPR w Kielcach. Od 1980 sekretarz Komitetu Wojewódzkiego, a od 18 czerwca 1981 do 4 października 1986 był I sekretarzem Komitetu Wojewódzkiego Polskiej Zjednoczonej Partii Robotniczej w Kielcach. W 1985–1989 pełnił mandat posła na Sejm PRL IX kadencji z okręgu Skarżysko-Kamienna, zasiadając w Komisji Nauki i Postępu Technicznego oraz w Komisji Spraw Samorządowych. Od lipca 1981 do stycznia 1990 był członkiem Komitetu Centralnego PZPR. Od 1986 pracował w Komitecie Centralnym, będąc kolejno kierownikiem Wydziału Społeczno-Zawodowego KC (od lipca 1986 do maja 1987), I zastępcą kierownika Wydziału Polityki Społeczno-Ekonomicznej KC (od maja 1987 do sierpnia 1988), kierownikiem Wydziału Społeczno-Zawodowego (od sierpnia 1988 do lutego 1989) oraz kierownikiem Wydziału Pracy Partyjnej KC (od lutego do sierpnia 1989).
Brał udział w obradach Okrągłego Stołu po stronie partyjno-rządowej w zespole do spraw pluralizmu związkowego. W wyborach parlamentarnych w 1989 bez powodzenia ubiegał się o mandat senatora z ramienia PZPR, uzyskując 38 079 głosów i zajmując 4. miejsce spośród 12 kandydatów w okręgu.
W czasach PRL był także działaczem Towarzystwa Przyjaźni Polsko-Radzieckiej (od 1985 członek prezydium Zarządu Wojewódzkiego w Kielcach), przewodniczącym Wojewódzkiej Rady Przyjaciół Harcerstwa w Kielcach (od 1985) oraz przewodniczącym Rady Społecznej Szkół Wyższych przy Wojewódzkiej Radzie Narodowej (od 1986).
Po 1990 był docentem na Wydziale Ekonomii i Zarządzania Wyższej Szkoły Handlowej im. Bolesława Markowskiego w Kielcach.

## Nagrody i odznaczenia
- Krzyż Oficerski Orderu Odrodzenia Polski
- Złoty Krzyż Zasługi
- Medal Komisji Edukacji Narodowej
- Medal 40-lecia Polski Ludowej
- Srebrny Medal „Za zasługi dla obronności kraju”
- Brązowy Medal „Za zasługi dla obronności kraju”
- Złote Odznaczenie im. Janka Krasickiego
- Krzyż „Za Zasługi dla ZHP”
- Odznaka „Za Zasługi dla Kielecczyzny”
- Złota odznaka honorowa Naczelnej Organizacji Technicznej
- Srebrna odznaka honorowa Naczelnej Organizacji Technicznej
- Złota odznaka honorowa SIMP
- Medal 40-lecia Socjalistycznej Bułgarii (Bułgaria)
- Medal 1300 lat Bułgarii (Bułgaria)